# 11 tháng 12
Ngày 11 tháng 12 là ngày thứ 345 (346 trong năm nhuận) trong lịch Gregory. Còn 20 ngày trong năm.

## Sự kiện
- 220 – Sau khi buộc Hán Hiến Đế thiện vị vào ngày Ất Mão (25) tháng 10 (tức 25 tháng 11 DL), Tào Phi cử hành nghi lễ đăng cơ hoàng đế, khởi đầu triều Tào Ngụy, chính thức khởi đầu thời kỳ Tam Quốc tại Trung Quốc, tức ngày Tân Mùi (11) tháng 10 năm Canh Tý.
- 316 – Sau một thời gian bị tướng Lưu Diệu của Hán Triệu đem quân tiến công, Tấn Mẫn Đế Tư Mã Nghiệp cởi trần ra khỏi kinh thành Trường An đầu hàng, triều Tây Tấn diệt vong, tức ngày Ất Mùi (11) tháng 11 năm Bính Tý.
- 711 – Hoàng đế Đông La Mã Justinianos II bị loạn quân bắt giữ và xử tử bên ngoài Constantinopolis, ông là hoàng đế cuối cùng của triều đại Herakleios.
- 927 – Với sự ủng hộ của mẫu hậu Thuật Luật Bình, Gia Luật Đức Quang lên ngôi hoàng đế Khiết Đan, tức ngày Nhâm Tuất (15) tháng 11 năm Đinh Hợi.
- 1816 – Indiana trở thành tiểu bang thứ 19 của Hoa Kỳ.
- 1886 – Câu lạc bộ bóng đá Dial Square, tiền thân của Arsenal F.C., giành chiến thắng 6–0 trước Eastern Wanderers trong cuộc thi đấu đầu tiên ở Isle of Dogs, Luân Đôn, Anh.
- 1927 – Khởi nghĩa Quảng Châu: Du kích cộng sản và Hồng vệ binh công nhân Trung Quốc tiến hành một cuộc nổi dậy tại Quảng Châu, chiếm giữ hầu hết thành phố và tuyên bố thành lập Xô viết Quảng Châu.
- 1936 – Trước những phản đối về việc ông kết hôn với phụ nữ người Mỹ Wallis Simpson do bà từng kết hôn hai lần trước đó, Edward VIII trở thành quốc vương Anh đầu tiên tự ý thoái vị.
- 1946 – Đại hội đồng Liên Hợp Quốc thành lập Quỹ Nhi đồng, mới đầu để cung cấp thực phẩm và y tế khẩn cấp cho trẻ em ở những nước bị phá phách trong Chiến tranh thế giới thứ hai.
- 1958 – Thượng Volta thuộc Pháp và Dahomey thuộc Pháp giành được quyền tự trị từ Đệ tứ Cộng hòa Pháp, tương ứng trở thành Thượng Volta (nay là Burkina Faso) và Cộng hòa Dahomey (nay là Bénin), gia nhập vào Cộng đồng Pháp.
- 1964 – Che Guevara phát biểu tại Đại hội đồng Liên Hợp Quốc ở thành phố New York, Hoa Kỳ.
- 1992 – Doraemon (một nhân vật do Fujiko F. Fujio sáng tác) chính thức đến Việt Nam.
- 1993 – Quần thể di tích Cố đô Huế được UNESCO công nhận là Di sản văn hóa vật thể đầu tiên tại Việt Nam.
- 1994 – Chiến tranh Chechnya lần thứ nhất mở màn khi Tổng thống Nga Boris Nikolayevich Yeltsin lệnh cho quân đội Nga tiến vào nước cộng hòa ly khai Chechnya.
- 1997 – Bắt đầu tiến trình ký kết Nghị định thư Kyōto.
- 2001 – Cộng hòa Nhân dân Trung Hoa gia nhập Tổ chức Thương mại Thế giới.
- 2008 – Tỷ phú người Mỹ Bernard Madoff bị bắt giữ và bị buộc tội gian lận chứng khoán.
- 2011 – Kênh Truyền hình Công an nhân dân (ANTV) chính thức phát sóng.

## Sinh
- 1475 – Giáo hoàng Lêô X (m. 1521)
- 1803 – Hector Berlioz, nhà soạn nhạc người Pháp (m. 1869)
- 1819 – Nguyễn Phúc Miên Thẩm, tước phong Tùng Thiện vương, hoàng tử con vua Minh Mạng (m. 1870)
- 1839 – Nguyễn Phúc Miên Sách, hoàng tử con vua Minh Mạng (m. 1856)
- 1843 – Robert Koch, thầy thuốc người Đức, đoạt giải Nobel (m. 1910)
- 1882 – Max Born, nhà vật lý học người Đức, đoạt giải Nobel (m. 1970)
- 1899 – Giuse Maria Trịnh Như Khuê, Hồng y Tiên khởi người Việt Nam (m. 1978)
- 1911 – Naguib Mahfouz, nhà văn người Ai Cập, đoạt giải Nobel (m. 2006)
- 1918 – Aleksandr Solzhenitsyn, sĩ quan và tác gia người Nga, đoạt giải Nobel (m. 2008)
- 1921 – Cao Văn Viên, Đại tướng Quân lực Việt Nam Cộng hòa (m. 2008)
- 1926 – Sơn Nam, nhà văn, nhà báo, nhà nghiên cứu văn hóa người Việt Nam (m. 2008)
- 1930 – 
  - Nguyễn Ngọc Loan, Thiếu tướng Quân lực Việt Nam Cộng hòa (m. 1988)
  - Chus Lampreave, diễn viên người Tây Ban Nha
  - Jean-Louis Trintignant, diễn viên người Pháp
- 1931 – 
  - Rita Moreno, diễn viên, ca sĩ, vũ nữ người Puerto Rico
  - Bhagwan Shree Rajneesh, guru người Ấn Độ (m. 1990)
- 1935 – 
  - Ron Carey, diễn viên người Mỹ (m. 2007)
  - Pranab Mukherjee, chính khách người Ấn Độ, tổng thống thứ 13 của Ấn Độ
- 1943 – John Kerry, chính khách người Mỹ
- 1953 - Vũ Hải Chấn, Thiếu tướng Việt Nam (m. 2022)
- 1961 – Macky Sall, chính trị gia người Senegal, thống thống thứ tư của Senegal
- 1966 – Lê Minh, ca sĩ và diễn viên người Trung Quốc
- 1969 – Viswanathan Anand, kỳ thủ người Ấn Độ
- 1974 – Oscar Gutierrez, đô vật chuyên nghiệp người Mỹ
- 1981 – Javier Saviola, cầu thủ bóng đá người Argentina
- 1982 - Lý Thanh Thảo, diễn viên người Việt Nam
- 1984 – Leighton Baines, cầu thủ bóng đá người Anh
- 1987 – Peter Scholze, nhà toán học người Đức, giành Huy chương Fields năm 2018
- 1992 – Tiffany Alvord, người viết ca khúc, ca sĩ và diễn viên người Mỹ
- 2000 – Grey D, ca sĩ kiêm nhạc sĩ người Việt Nam

## Mất
- 384 – Giáo hoàng Đamasô I (s. 305)
- 1241 – Oa Khoát Đài, hoàng đế/đại hãn của Đế quốc Mông Cổ, tức 8 tháng 11 năm Tân Sửu (s. 1186)
- 1282 – Mikhael VIII Palaiologos, hoàng đế của Đế quốc Đông La Mã (s. 1225)
- 1718 – Karl XII, quốc vương của Thụy Điển, tức 30 tháng 11 theo lịch Julius (s. 1682)
- 1817 – Maria Walewska, tình nhân người Ba Lan của Napoléon Bonaparte (s. 1786)
- 1840 – Kōkaku, thiên hoàng của Nhật Bản, tức 18 tháng 11 năm Canh Tý (s. 1771)
- 1938 – Christian Lous Lange, sử gia và giáo viên người Na Uy, đoạt giải Nobel (s. 1869)
- 1964 – Sam Cooke, ca sĩ người Mỹ (s. 1931)
- 1978 – Vincent du Vigneaud, nhà hóa học người Mỹ, đoạt giải Nobel (s. 1901)
- 2012 – Ravi Shankar, nghệ sĩ âm nhạc truyền thống Ấn Độ người Mỹ gốc Ấn (s. 1920)
- 2019 - Phạm Duy Tất, Chuẩn tướng Quân lực Việt Nam Cộng hòa

## Những ngày lễ và kỷ niệm
- 1997 Nghị định thư Kyoto (Kyoto Protocol) bắt đầu được tiến hành ký kết do UNFCCC khởi xướng.
- Ngày phát sóng Kênh Truyền hình Công an nhân dân (ANTV)